# 蘇格蘭國家板球隊
蘇格蘭國家板球隊（Scotland national cricket team） 是蘇格蘭的板球代表隊。蘇格蘭在1994年加入國際板球會議。1999年，蘇格蘭首次參加板球世界盃的比賽。